# Sveučilište u Torontu
Sveučilište u Torontu (eng. University of Toronto, UToronto ili U of T) javno je istraživačko sveučilište u Torontu, Ontario, Kanada, smješteno na terenu koji okružuje Queen's Park. Osnovan je kraljevskom poveljom 1827. godine kao Kraljev koledž (eng. King's College) – prva visokoškolska ustanova u Gornjoj Kanadi. Izvorno pod kontrolom Engleske crkve, sveučilište je preuzelo svoje današnje ime 1850. godine nakon što je postalo svjetovna institucija. Kao visokoškolsko sveučilište, sastoji se od 11 koledža od kojih svaki ima značajnu autonomiju u financijskim i institucionalnim poslovima te značajne razlike u karakteru i povijesti. Sveučilište ima tri kampusa, od kojih je najstariji St. George, koji se nalazi u središtu Toronta. Druga dva satelitska kampusa nalaze se u Scarboroughu i Mississaugi.
Sveučilište u Torontu nudi preko 700 dodiplomskih i 200 diplomskih programa. Sveučilište prima najviše godišnjih sredstava za znanstveno istraživanje i donacija od bilo kojeg drugog kanadskog sveučilišta, a ujedno je i jedno od dva člana Udruženja američkih sveučilišta izvan Sjedinjenih Američkih Država, uz Sveučilište McGill. Akademski, Sveučilište u Torontu poznato je po utjecajnim pokretima i nastavnim planovima i programima u književnoj kritici i teoriji komunikacije, poznatim pod zajedničkim nazivom Škola Toronto (eng. Toronto School). Najveće je sveučilište u Kanadi po broju upisanih s više od 97 000 studenata.
Varsity Blues su atletski timovi koji predstavljaju sveučilište u međustudijskim ligaškim utakmicama – primarno unutar U Sportsa – u američkom nogometu, veslanju i hokeju na ledu. Najraniji zabilježeni primjer američkog nogometa dogodio se na Sveučilišnom koledžu Sveučilišta u Torontu u studenom 1861. godine. Hart House je rani primjer sjevernoameričkog studentskog centra, koji istodobno služi kulturnim, intelektualnim i rekreacijskim interesima unutar svoga velikoga gotičkog kompleksa.
Bivši studenti Sveučilišta u Torontu uključuju tri generalna guvernera Kanade, vodećih pet kanadskih premijera (uključujući Williama Lyona Mackenzieja Kinga i Lestera B. Pearsona), devet stranih čelnika i 17 sudaca Vrhovnog suda Kanade. Od 2019., 12 dobitnika Nobelove nagrade, šest dobitnika Turingove nagrade, 94 Rhodesova stipendista i jedan dobitnik Fieldsove medalje bili su povezani sa Sveučilištem. Rodno je mjesto istraživanja inzulina i matičnih stanica te prvog umjetnog srčanog stimulatora, kao i mjesto prve uspješne transplantacije pluća i transplantacije živaca. Sveučilište je također bilo dom prvog elektronskog mikroskopa, razvoja dubokog učenja, neuronske mreže, multi-touch tehnologije, identifikacije prve crne rupe Cygnus X-1 i razvoja teorije NP-potpunosti. Sveučilište u Torontu primatelj je i najvećeg pojedinačnog filantropskog dara u kanadskoj povijesti, donacije Jamesa i Louise Temerty u iznosu od 250 000 000 dolara 2020., i najveće potpore za istraživanje ikada u Kanadi, potpore od 200 000 000 dolara koju je 2023. godine dodijelio Prvi fond Kanadske vlade za izvrsnost u istraživanju.

## Vanjske poveznice

#### Mrežne stranice
- (engl.) Službena web stranica